# Николаев, Георгий Викторович
Гео́ргий Ви́кторович Никола́ев (10 января 1950, Москва — 7 марта 2020, Москва) — советский и российский прозаик, кинодраматург. Член Союза кинематографистов.

## Биография
Георгий Викторович Николаев родился в Москве 10 января 1950 года. Отец, Николаев Виктор Николаевич, член Союза писателей СССР, литературовед, специалист по творчеству Виктора Гюго, главный редактор журнала «Советская литература» (на иностранных языках). Мать, Николаева Жанна Бернардовна, свыше 30 лет была директором ВНИИ кожгалантерейной промышленности Министерства легкой промышленности СССР.
В 1973 году Георгий Николаев окончил Московский технологический институт легкой промышленности. По распределению два года работал в проектном институте. Еще в школе начал писать стихи и рассказы в жанре юмористической фантастики. Литературное становление продолжилось в студии «Зеленая лампа» (1975—1977), которую в журнале «Юность» организовал писатель-сатирик Виктор Славкин. Вскоре появились первые публикации в журналах «Юность», «Вокруг света», «Химия и жизнь», рассказы зазвучали по радио, стали исполняться на эстраде и в популярной телепередаче «Кабачок „13 стульев“».
Непредсказуемой фантазией и оригинальностью формы отличался авторский почерк Николаева. Его индивидуальность проявлялась в изощренной лёгкости, превращающей бытовой казус, почти анекдот в невероятный каскад фантасмагорических гэгов.
В эти же годы Георгий Николаев работал сценаристом на Центральной студии научно-популярных и учебных фильмов. В 1977 году поступил на Высшие двухгодичные курсы сценаристов и кинорежиссеров (мастерская Народного артиста СССР Витаутаса Жалакявичюса). И уже через год в Объединении комедийных и музыкальных фильмов киностудии «Мосфильм» начались съемки его первого киносценария — эксцентрической комедии «Вечерний лабиринт». В 1980 году Георгий Николаев, по рекомендации кинодраматурга Эмиля Вениаминовича Брагинского, назвавшего его «самым многообещающим молодым комедиографом», был принят в Союз кинематографистов.
За 40 лет работы в кино по сценариям Георгия Николаева были сняты 22 фильма и сериала в жанрах комедии, фантастики, детектива, приключения. В числе режиссёров, с которыми он работал, Георгий Юнгвальд-Хилькевич («Искусство жить в Одессе», «Мушкетеры, 20 лет спустя», «Тайны королевы Анны»), Николай Досталь («Облако-рай», «Коля — перекати поле», «Мелкий бес», «Полицейские и воры», сериал «Гражданин начальник»), Валерий Пендраковский («Бегущая по волнам», «Ушёл и не вернулся»).
Наибольший успех выпал на долю дилогии: «Облако-рай» (оригинальное название сценария «Звездный час по местному времени») и «Коля — перекати поле» (первоначально — «Привидение средних широт»). Первый фильм был принят критиками и зрителями с единодушным восторгом, собрал немало наград на российских и международных кинофестивалях.
«Звёздный час по местному времени» (1977, 1991) вырос из рассказа, написанного еще до поступления на Высшие курсы сценаристов и режиссеров. Его планировал снимать Георгий Данелия. Сценарий, на первый взгляд, был обезоруживающе прост, но при внимательном прочтении лаконизм обнаруживал афористичность, анекдот оборачивался трагифарсом, концентрированный реализм обнажал абсурдность и удручающую пустоту жизни.
«… Явным фаворитом Локарнского фестиваля стала наша картина «Облако-рай» (сценарист Георгий Николаев, режиссер Николай Досталь). (…) Секрет ее успеха можно искать сколько угодно далеко – в загадочности русской натуры, в абсурдности показанного на экране быта. Однако на самом деле все объясняется проще. Сквозь беспросветную убогость провинциального быта в этом фильме пробивается такая детская жажда жизни, любви, новых впечатлений, которая не может не завораживать»..
После выхода фильма, в 1992 году, выпускник Олега Павловича Табакова Владимир Машков поставил в «Табакерке» дебютный спектакль «Звездный час по местному времени», поручив роль Коли своему однокурснику Евгению Миронову. Спектакли под авторским названием ставят и сегодня маленькие и большие театры страны.
С идеей продолжить жизнеописание Коли к режиссеру фильма «Облако-рай» не раз обращались актеры. Продолжение Георгий Николаев написал еще в середине 1980-х и назвал «Привидение средних широт». Название отражало фабулу: Коля остается в городке, прячется на чердаке дома и невидимкой участвует в жизни соседей. Но в начале 2000-х сюжет пошел другой дорогой и название появилось другое «Коля — перекати поле».
Последний оригинальный сценарий Николаева, ставший фильмом, — трагикомедия «Ушёл и не вернулся» (2011) притча о старике, потерявшем память, но не утратившем любви к жизни. История Трофи, который непредсказуемо перемещается из иллюзорного мира, где он молод, полон сил и бесстрашен, в мир реальный, где он стар, слаб и беспомощен, требовала филигранной разработки от автора, режиссера Валерия Пендраковского и актера Кирилла Кяро. Картина «Ушёл и не вернулся» стала большой творческой удачей для каждого из них.
В киноповестях, как и в рассказах, Георгий Николаев выстраивает нетривиальные сюжеты-перевертыши, в которых есть место и абсурду, и лирике, и юмору. Непохожее, непривычное обыкновенно настораживает тех, кто принимает решение о публикации или о запуске в производство. Поэтому не все сценарии Георгия Николаева стали фильмами. В 2024 году вышла книга «Вечерний лабиринт» (издательство «У Никитских ворот»), в которую также вошли не поставленные сценарии и неопубликованная проза.

## Семья
Жена — Алова Любовь Александровна, историк кино, редактор, кандидат искусствоведения.
Дочь — Алёна Алова, кинодраматург.

## Фильмография (сценарии)
- 1980 — Вечерний лабиринт
- 1982 — Голос памяти
- 1983 — Город птиц
- 1988 — 13-й апостол (при участии С. Бабаяна)
- 1987 — Голый (короткометражный, в соавт. с К. Лопушанским)
- 1989 — Искусство жить в Одессе (в соавт. с Г. Юнгвальд-Хилькевичем)
- 1990 — Лицом к стене (в соавт. с С. Бабаяном, М. Довлатяном, А. Мелкумяном)
- 1990 — Кровь (в соавт. с С. Бабаяном и В. Григоряном)
- 1991 — Облако-рай
- 1991 — Оберег
- 1992 — Мушкетёры двадцать лет спустя, 4 серии (в соавт. с Г. Юнгвальд-Хилькевичем)
- 1993 — Тайна королевы Анны, или Мушкетёры тридцать лет спустя, 2 серии (в соавт. с Г. Юнгвальд-Хилькевичем)
- 1995 — Мелкий бес
- 1997 — Полицейские и воры (в соавт. с Н. Досталем)
- 1996-1998 — Куклы (телепередача)
- 2001 — Гражданин начальник (сериал, 1 сезон, 15 серий)
- 2003 — Стилет (сериал, 12 серий)
- 2005 — Коля — перекати поле (в соавт. с Н. Досталем)
- 2005 — Дзисай (минисериал)
- 2005 — Братва (сериал, 12 серий)
- 2007 — Бегущая по волнам
- 2011 — Ушел и не вернулся

## Театральные постановки
1992—2000 — «Звездный час по местному времени». Театр-студия п/р О. Табакова. Режиссер Владимир Машков.
2012 — «Звездный час по местному времени». Рыбинский драматический театр/Театр имени Федора Волкова. Режиссер Валерий Кириллов.
2013 — «Звездный час по местному времени». Лысьевский театр драмы им. А. А. Савина. Режиссер Слава Тыщук.
2017 — «Звездный час по местному времени». Шадринский государственный драматический театр (Курганская область). Режиссер Петр Незлученко.
2021 — «Звездный час по местному времени». Учебный спектакль студентов Театрального института Саратовской государственной консерватории имени Л. В. Собинова. (г. Саратов) Мастерская Народной артистки России Татьяны Кондратьевой..
2022 — «Звездный час по местному времени». Березниковский драматический театр. Режиссер Петр Незлученко.
2022 — «Облако-рай». Свердловский государственный академический театр драмы. Режиссер Даниил Чащин..
2022 — «Звездный час по местному времени». Новосибирский академический молодежный театр «ГЛОБУС». Режиссер Артем Терехин.
2022 — «Звездный час по местному времени». Марийский национальной театр драмы имени М. Шкетана. Режиссер Алексей Ямаев.
2022 — «Звездный час по местному времени». Няганский театр юного зрителя (ХМАО-ЮГРА). Режиссер Сойжин Жамбалова..
2024 — «Облако-рай» («Звездный час по местному времени»). Алтайский краевой театр драмы имени В. М. Шукшина (Барнаул). Режиссер Галина Зальцман..
2024 — «Звездный час по местному времени». Верхнеуфалейский муниципальный театр «Вымысел» (Челябинская область). Режиссер Серафима Крамер.
2024 — «Звездный час по местному времени». Ачинский драматический театр. (Красноярский край). Режиссер Дмитрий Лимбос.
2024 — «Звездный час по местному времени». Театр для детей и молодежи «Мастерская». (г. Самара). Режиссер Кристина Маяк.

## Издания
- 1977 — «Наваждение» — рассказ. — М.: Юность, № 1.
- 1978 — «Следующий», рассказ. — М.: Вокруг света, № 6.
- 1985 — «Восприимчивый», рассказ. — М.: Химия и жизнь, № 10.
- 1986 — «И чего только здесь не лежит», рассказ. — М.: Химия и жизнь, № 1.
- 1987 — «Встречный и поперечный», рассказ. М.: Химия и жизнь, № 4.
- 1989 — «Кроссворд», «Восприимчивый», «Встречный и поперечный», рассказы, в сборнике юмористической фантастики «Перпендикулярный мир». — М.: Наука.
- 1992 — «Звездный час по местному времени», киноповесть. — М.: Литературно-художественный журнал «Киносценарии», № 1.
- 1999 — «Ноев Ковчег», киноповесть. — М.: Литературно-художественный альманах «Киносценарии», № 9.
- 2024 — «Вечерний лабиринт». Киноповести, киносценарии, рассказы, записные книжки. — М.: У Никитских ворот — ISBN 978-5-000-00000-0.

## Награды
Короткометражный фильм «Голый» — сценарий написан в соавторстве с Константином Лопушанским. Получил приз в категории «Лучший короткометражный и среднеметражный фильм» на шестом Международном кинофестивале в Турине, 1988.

## Фильмы, получавшие призы
«Облако-рай»:
- «Золотой Овен» (1992);
- «Серебряный леопард» — специальный большой приз жюри и вторая премия города Локарно, приз экуменического жюри, приз молодежного жюри, приз Международной конфедерации экспериментального кино в Локарно (1991);
- Приз «За разрушение барьера между фильмами для избранных и кино для всех» на первом кинофестивале «Кинотавр» (1991);
- Гран-при II MFEC (Франция); Специальный приз жюри актерскому составу кинофестиваля молодых актеров в Женеве (1991);

«Коля — перекати поле»:
- «Золотая ладья» — Спецприз жюри за лучший игровой фильм на XIII кинофестивале «Окно в Европу», 2005 г.

«Ушёл и не вернулся»:
- Приз за лучший иностранный фильм на МКФ «Abu-Dahbi Film Festival» (ОАЭ), 2012 г.
- Приз за лучший полнометражный игровой фильм на Международном экологическом фестивале (БЭФФ) в Петрозаводске, 2013 г.